# FC Sunkar Kaskelen
El Sunkar Kaskelen (en kazajo: Сұнқар Футбол Клубы) fue un equipo de fútbol de Kazajistán que jugó en la Liga Premier de Kazajistán, la primera división de fútbol del país.

## Historia
Fue fundado en el año 2004 en la ciudad de Kaskelen con el nombre Karasai como equipo de la Primera División de Kazajistán, donde terminó en segundo lugar del grupo B.
Luego de dos años de inactividad regresa a la Primera División de Kazajistán, en 2009 cambia su nombre por el de Sunkar Kaskelen, Y cinco años después es campeón de la Primera División de Kazajistán, por lo que obtiene el ascenso a la Liga Premier de Kazajistán por primera vez para la temporada 2012.
Su debut en la primera división nacional también fue su despedida luego de terminar en el lugar 13 entre 14 equipos y descendió por diferencia de goles sobre en FC Zhetysu.
Luego de jugar dos temporadas en la Primera División de Kazajistán en club desaparece en enero de 2015.

## Palmarés
- Primera División de Kazajistán: 1

2011

## Temporadas
| Temporada | Liga             | Pos. | J  | G  | E | P  | Goles |
| --------- | ---------------- | ---- | -- | -- | - | -- | ----- |
| 2004      | Primera División | 2º   | 24 | 17 | 2 | 5  | 57-15 |
| 2007      | Primera División | 5º   | 26 | 12 | 3 | 11 | 47-39 |
| 2008      | Primera División | 12º  | 26 | 6  | 6 | 14 | 27-38 |
| 2009      | Primera División | 4º   | 26 | 15 | 6 | 5  | 49-23 |
| 2010      | Primera División | 3º   | 34 | 22 | 7 | 5  | 73-28 |
| 2011      | Primera División | 1º   | 32 | 24 | 5 | 3  | 62-19 |
| 2012      | Liga Premier     | 13º  | 26 | 5  | 8 | 13 | 16-31 |
| 2013      | Primera División | 9º   | 34 | 16 | 9 | 9  | 48-33 |
| 2014      | Primera División | 8º   | 28 | 11 | 7 | 10 | 40-41 |

## Jugadores

### Jugadores destacados
| - Alibek Buleshev - Oleg Sobirov - Aleksandr Kirov - Milos Adamovic | - Farkhadbek Irismetov - Mantas Savėnas - Nikola Tonev |